# Космос-1 (солнечный парус)
«Космос-1» (Cosmos 1) — совместный российско-американский проект по запуску космического аппарата, движущегося по принципу солнечного парусника. Спутник был сконструирован в НПО имени Лавочкина по заказу Планетарного общества США.
Цель эксперимента состоит в исследовании принципа полёта с использованием солнечного паруса под воздействием солнечного ветра и солнечного света. На орбите предполагалось исследовать возможности солнечного паруса в качестве тяговой системы, а также средства управления аппаратом в космосе. В случае успешного выхода на орбиту спутник должен был развернуть «солнечный парус», состоящий из восьми лепестков общим диаметром 30 метров.

## Неудачные запуски
Первая попытка запуска космического аппарата «Космос-1» была предпринята 20 июля 2001 года в 4:30 утра по московскому времени в Баренцевом море с борта российской АПЛ К-496 «Борисоглебск» с помощью ракеты-носителя «Волна» (созданной на базе боевой ракеты РСМ-50, SS-N-18 в классификации НАТО). В расчетное время аппарат не отделился от ракеты-носителя.
Вторая попытка запуска была осуществлена 21 июня 2005 года в 23:46 по московскому времени после нескольких переносов. Аппарат также был запущен с российской подводной лодки К-496 «Борисоглебск» в Баренцевом море с помощью всё той же ракеты-носителя «Волна». Старт снова оказался неудачным — первая ступень двигателя ракеты-носителя самопроизвольно прекратила свою работу на 83-й секунде полёта, в результате чего ракета не набрала необходимую для выхода на орбиту скорость и упала в океан.
Несколько следящих станций зафиксировали слабый сигнал, который потенциально мог исходить от потерянного аппарата, в связи с чем высказывались предположения, что аппарат всё-таки вышел на околоземную орбиту, но находится на гораздо меньшей высоте, чем планировалось. Однако дальнейшее расследование показало, что эти сигналы не были связаны с «Космосом-1», и аппарат по всей видимости не отделился от ракеты и разбился вместе с ней в океане.